# Civil War (zespół muzyczny)
Civil War – szwedzki zespół muzyczny wykonujący muzykę z pogranicza heavy i power metalu. Powstał w 2012 roku w z inicjatywy muzyków zespołów Sabaton, Volturyon i Astral Doors. Do 2016 roku zespół wydał trzy album studyjne, ciesząc się prawdopodobnie największą popularnością w Szwecji, Niemczech i Belgii. Grupa w swej twórczości, podobnie do formacji Sabaton odwołuje się do tematyki wojennej. 

## Historia

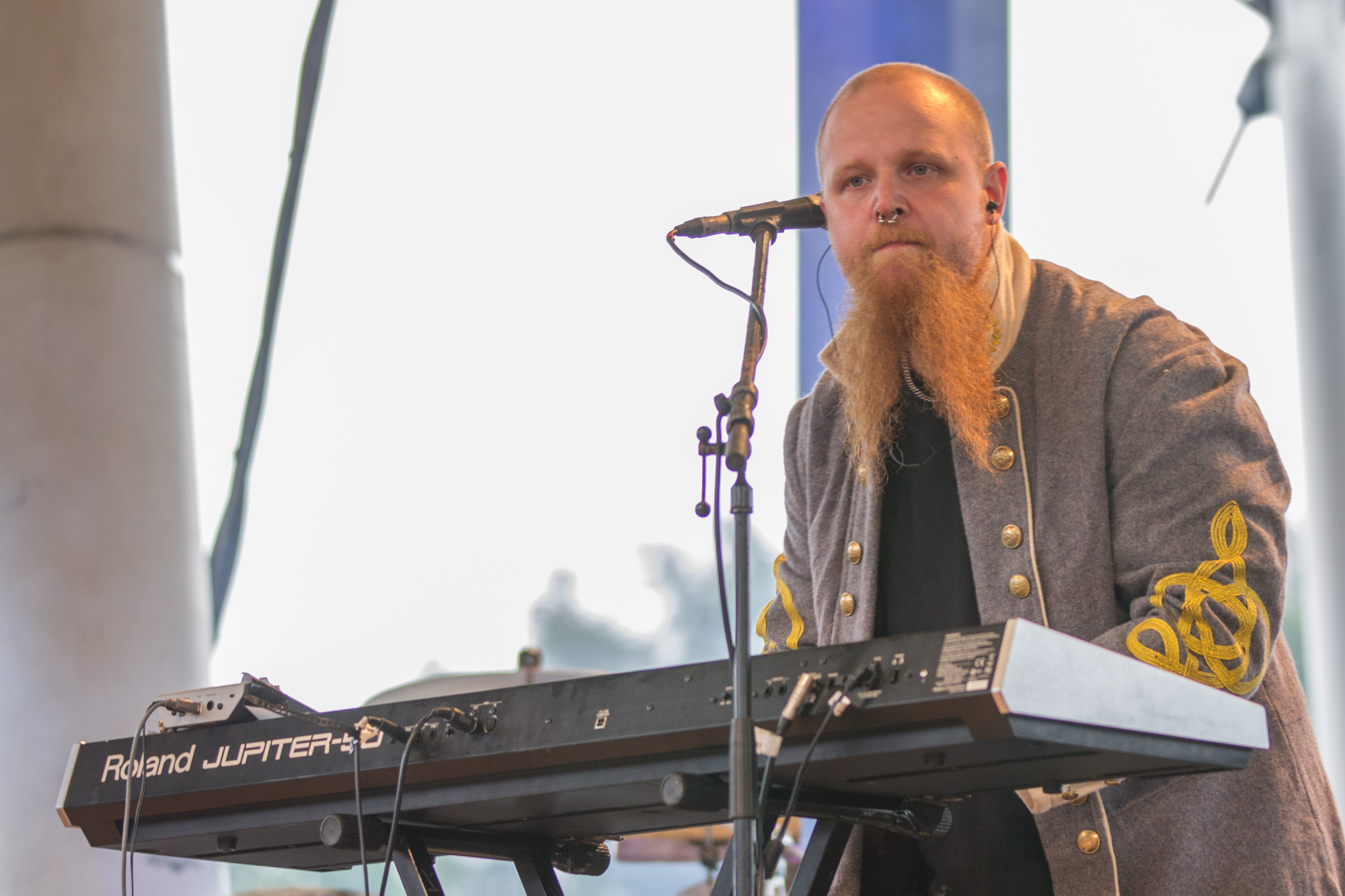
Daniel Mÿhr, 2015

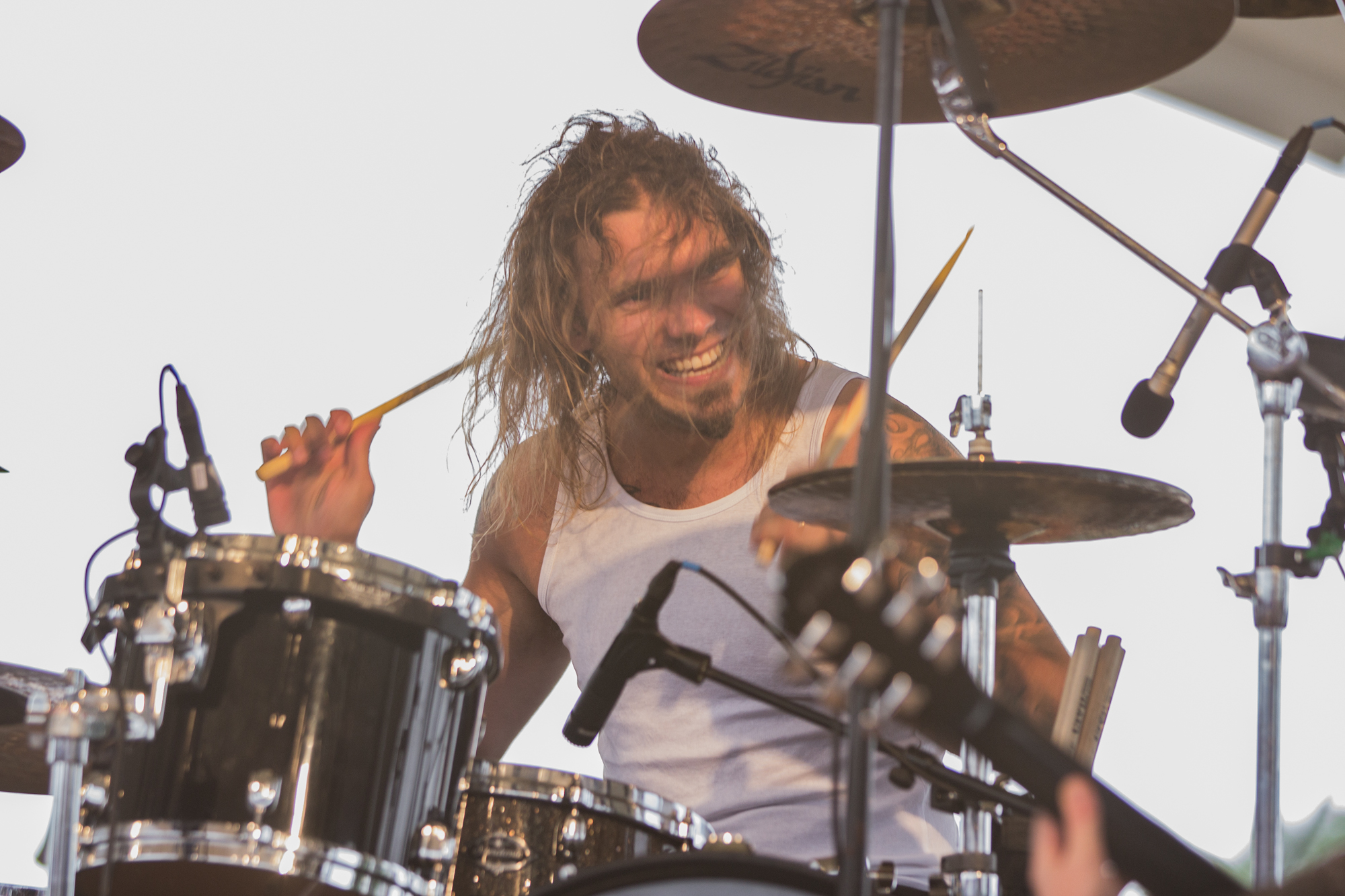
Daniel Mullback, 2015

Pierwszy skład utworzyli perkusista Daniel Mullback, basista Stefan Eriksson, gitarzyści Rikard Sundén i Oskar Montelius, klawiszowiec Daniel Mÿhr oraz wokalista Nils Patrik Johansson. Latem 2012 roku grupa podpisała kontrakt płytowy z rodzimą wytwórnią muzyczną Despotz Records. W listopadzie tego samego roku do sprzedaży trafił debiutancki minialbum zespołu pt. Civil War. 
Pierwszy album długogrający formacji zatytułowany The Killer Angels ukazał się 11 czerwca 2013 roku. Materiał był promowany teledyskiem do utworu "Gettysburg" w reżyserii Michaela Asplunda. We wrześniu, także 2013 roku debiut - The Killer Angels uzyskał w Szwecji status złotej płyty sprzedając się w nakładzie 20 tys. egzemplarzy. 
Na początku 2014 roku muzycy podpisali kontrakt wydawniczy z austriacką wytwórnią muzyczną Napalm Records. Tego samego roku skład formacji uzupełnił trzeci gitarzysta Petrus Granar. 6 maja 2015 roku ukazał się drugi album studyjny Civil War pt. Gods and Generals. Materiał promowany teledyskami do utworów "Bay of Pigs" i "Braveheart" uplasował się na 38. miejscu szwedzkiej listy przebojów. Płyta trafiła ponadto na listy przebojów w Niemczech i Belgii. 
Wkrótce po premierze wydawnictwa z zespołu odeszli basista Stefan Eriksson i gitarzysta Oskar Montelius. Pozostali członkowie Civil War zdecydowali się kontynuować działalność jako kwintet. 4 listopada 2016 roku do sprzedaży trafił trzeci album studyjny zespołu pt. The Last Full Measure. Materiał był promowany teledyskiem do utworu "Tombstone". W grudniu tego samego roku z zespołu odszedł wokalista Nils Patrik Johansson.

## Muzycy

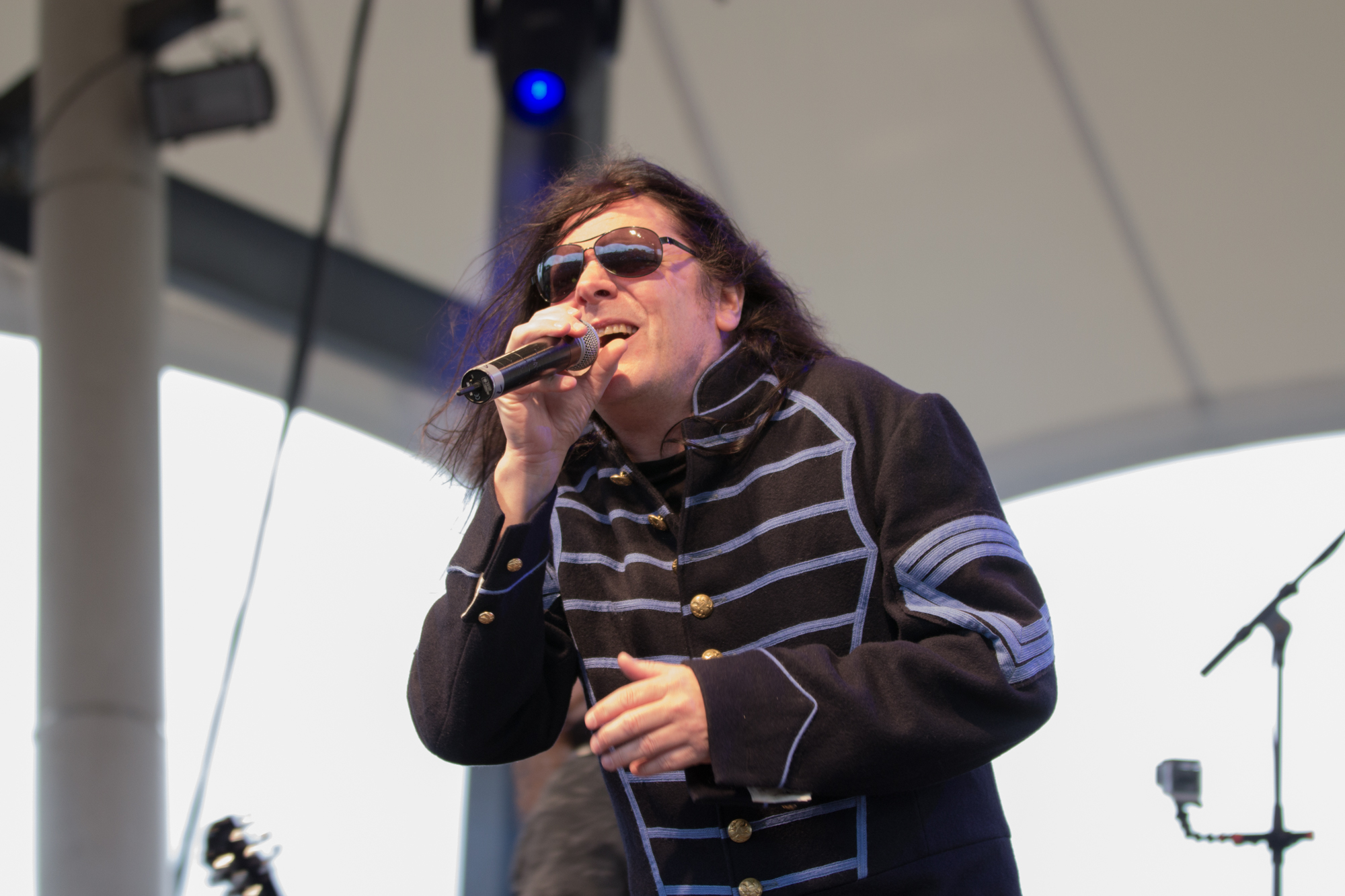
Nils Patrik Johansson, 2015

| Obecny skład zespołu - Kelly Carpenter – śpiew (od 2017) - Daniel Mullback – perkusja (od 2012) - Daniel Mÿhr – instrumenty klawiszowe (od 2012) - Petrus Granar – gitara (od 2014) - Thobbe Englund - gitara (od 2021) |  | Byli członkowie zespołu - Stefan Eriksson – gitara basowa (2012-2015) - Oskar Montelius – gitara (2012-2015) - Nils Patrik Johansson – śpiew (2012-2016) - Rikard Sundén – gitara (od 2012 do 2021) |

## Dyskografia

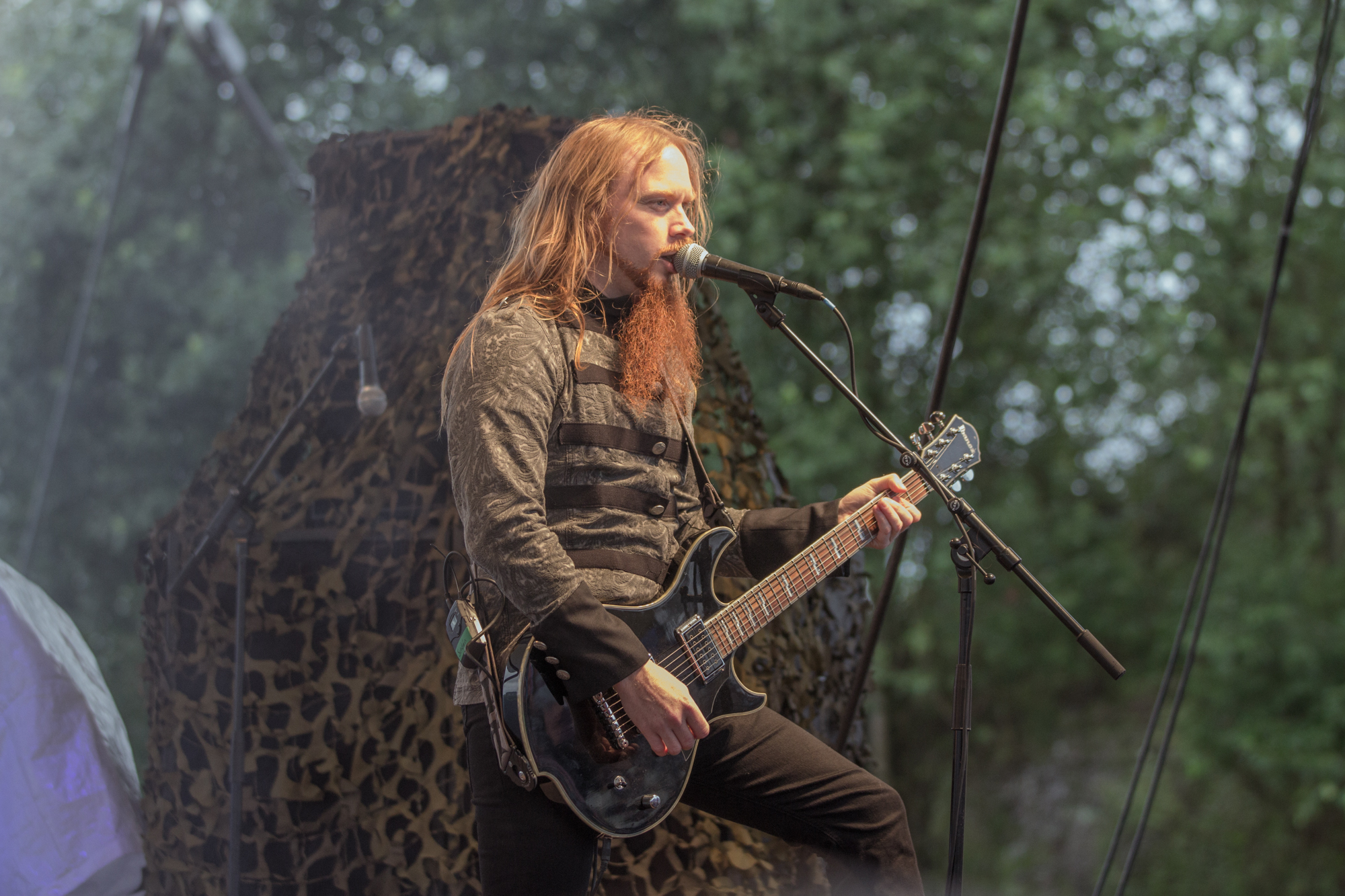
Rikard Sundén, 2015

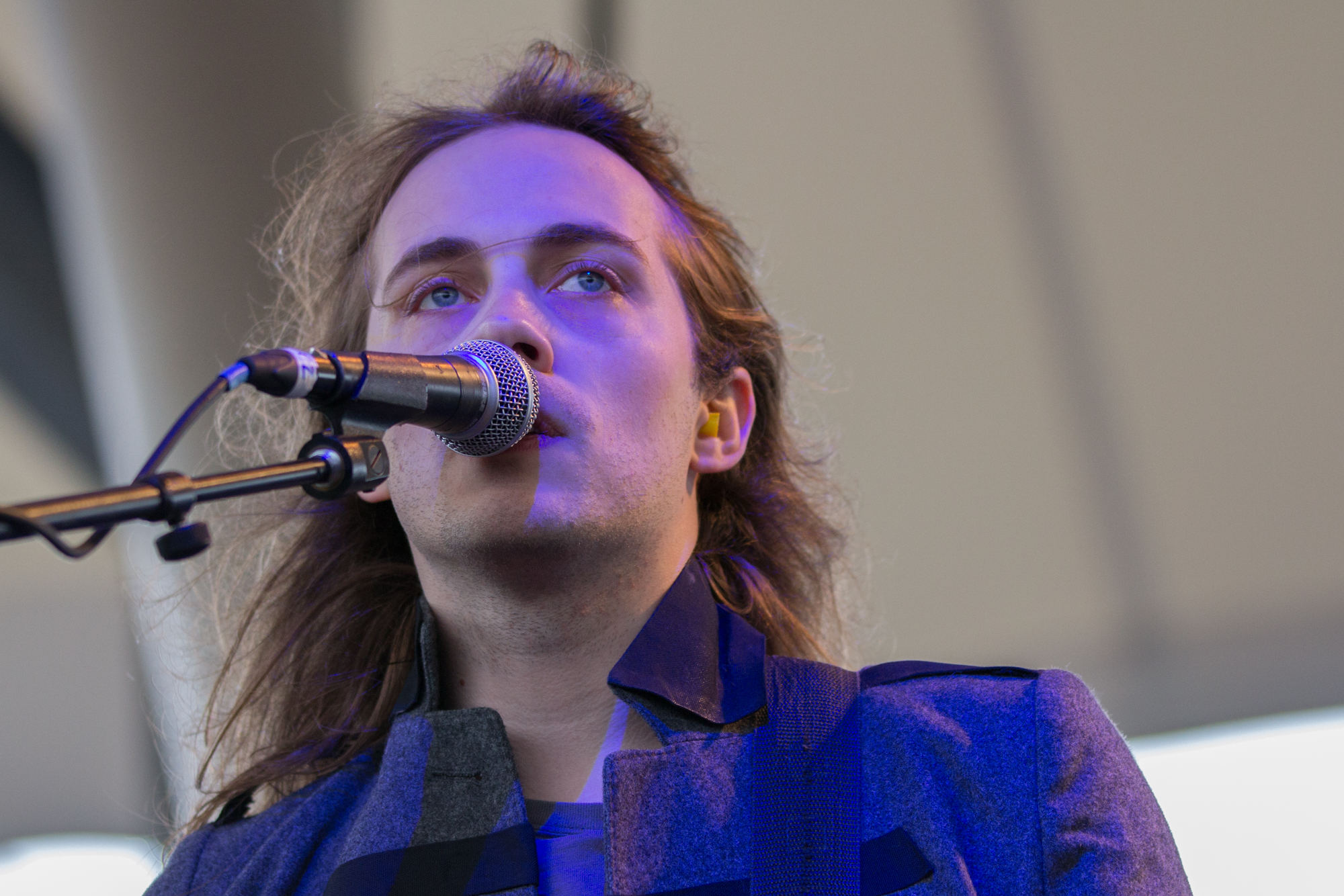
Petrus Granar, 2015

Albumy
| The Killer Angels                       | - Data: 11 czerwca 2013 - Wydawca: Despotz Records | –  | –  | –   | –   | - SWE: złota płyta |
| Gods and Generals                       | - Data: 6 maja 2015 - Wydawca: Napalm Records      | 38 | 74 | 186 | 184 |                    |
| The Last Full Measure                   | - Data: 4 listopada 2016 - Wydawca: Napalm Records | 47 | 95 | 162 | 147 |                    |
| Invaders                                | - Data: 17 czerwca 2022 - Wydawca: Napalm Records  | –  | 95 | –   | –   |                    |
| „–” oznacza, że album nie był notowany. |                                                    |    |    |     |     |                    |

Minialbumy
| Tytuł     | Dane dot. albumu                                     |
| --------- | ---------------------------------------------------- |
| Civil War | - Data: 20 listopada 2012 - Wydawca: Despotz Records |

## Teledyski
| Tytuł                           | Rok  | Reżyseria       | Album                 | Źródło |
| ------------------------------- | ---- | --------------- | --------------------- | ------ |
| "Gettysburg"                    | 2013 | Michael Asplund | The Killer Angels     | [ 6 ]  |
| "Bay of Pigs"                   | 2015 | –               | Gods and Generals     | [ 12 ] |
| "Braveheart"                    | 2015 | –               | Gods and Generals     | [ 13 ] |
| "Tombstone"                     | 2016 | Owe Lingvall    | The Last Full Measure | [ 16 ] |
| "Road To Victory" (lyric video) | 2016 | –               | The Last Full Measure | [ 22 ] |